# Marius Sabaliauskas
Marius Sabaliauskas (* 15. November 1978 in Kaunas) ist ein litauischer Radrennfahrer.
Marius Sabaliauskas gewann 1999 die Clásica Memorial Txuma und 2000 eine Etappe der Vuelta a Navarra. 2001 wurde er Profi bei Saeco und blieb dort als diese Mannschaft 2005 im UCI ProTeam Lampre-Caffita aufging. Für diese Radsportteams bestritt er alle drei Grand Tours.

## Erfolge
1999
- Clásica Memorial Txuma

2000
- eine Etappe Vuelta a Navarra

## Grand Tours-Platzierungen
| Grand Tour            | 2002 | 2003 | 2004 | 2005 | 2006 |
| --------------------- | ---- | ---- | ---- | ---- | ---- |
| Giro d’ItaliaGiro     | DNF  | 48   | –    | 66   | –    |
| Tour de FranceTour    | –    | –    | 42   | –    | –    |
| Vuelta a EspañaVuelta | –    | –    | 87   | –    | –    |

## Teams
- 2001 Saeco
- 2002 Saeco-Longoni Sport
- 2003 Saeco
- 2004 Saeco
- 2005 Lampre-Caffita
- 2006 Lampre-Fondital